# Prisoners (The Agonist)
Prisoners è il terzo album in studio del gruppo musicale canadese The Agonist, pubblicato il 4 giugno 2012 in Europa e il giorno successivo nel Nord America dalla Century Media Records.
Il primo singolo estratto dal disco è Ideomotor.

## Stile musicale
CM Distro ha affermato: 

## Tracce
1. You're Coming with Me – 5:35
2. The Escape – 4:08
3. Predator & Prayer – 5:04
4. Anxious Darwinians – 5:23
5. Panophobia – 3:54
6. Ideomotor – 8:07
7. Lonely Solipsist – 3:45
8. Dead Ocean – 6:19
9. The Mass of the Earth – 4:40
10. Everybody Wants You (Dead) – 5:00
11. Revenge of the Dadaists – 6:42

## Formazione
- Alissa White-Gluz – voce
- Danny Marino – chitarra
- Pascal Jobin – chitarra
- Chris Kells – basso
- Simon McKay – batteria, percussioni